# Fighters Megamix
Fighters Megamix es un videojuego creado en 1997 por Sega-AM2 y distribuido por Sega exclusivamente para su consola Sega Saturn.

## Temática
El juego se caracteriza por albergar personajes de diversos juegos que aparecieron para esta o incluso diferentes plataformas. Así, entre su amplia gama de personajes encontramos conocidos de juegos como Virtua Fighter, Fighting Vipers, Virtua Cop, Daytona USA o Sonic the Fighters e incluso personajes secretos propios. El juego consiste en la realización de diversos concursos que nos irán desbloqueando personajes así como diferentes modos de juego, postales, canciones o modos de batalla.

## Aspectos técnicos
Técnicamente el juego es una mezcla de conceptos de juegos de lucha que ya habían aparecido para la Sega Saturn, podemos encontrar típicos movimientos y estética poligonal de los personajes de Virtua Fighter, escenarios con murallas destructibles así como la regeneración de los personajes mientras son impulsados por la gravedad (todo esto tomado de Fighting Vipers), el cambio de ángulo de lucha que recuerda a Dragon Ball Z: Legends, etc.
Los modos de juego incluían Arcade, Survival, Versus y Team Battle.
El Modo Arcade tenía varios submodos más que el jugador podía elegir:
- Novice Trial: Modo especial para los principiantes
- Virtua Fighter: en donde se luchaba contra luchadores de ese juego
- Fighting Vipers: idéntico al anterior, pero con la otra saga protagonista
- Girls: Todas las rivales son femeninas.
- Muscle: Los rivales son poderosos o musculosos
- Smart Guys: Luchas contra peleadores tácticos
- Dirty Fighters: Luchas contra peleadores astutos
- Bosses: Contra jefes y personajes secretos
- Secrets: Contra personajes supersecretos que no figuran en el submodo Bosses.

Completando cada modo se desbloquea un personaje secreto, exceptuando el Novice Trial, el cual completándolo se obtiene un traje alternativo para Honey.

## Personajes

### Virtua Fighter
- Akira Yuki
- Pai Chan
- Lau Chan
- Wolf Hawkfield
- Jeffry McWild
- Kage-Maru
- Sarah Bryant
- Jack Bryant
- Shun Di
- Lion Rafale
- Dural (Jefe)
- Siba (Personaje secreto. Iba a ser lanzado en VF2 pero fue sacado del reparto a último momento. lleva vestimenta árabe y una espada)

### Fighting Vipers
- Grace
- Bahn
- Raxel
- Tokio
- Sanman
- Jane
- Honey (Candy en las versiones estadounidense y europea)
- Picky
- Mahler (Personaje secreto)
- Both Mahler /B.M. (Jefe)
- Kumachan (Personaje secreto. También aparece su traje alternativo, Pandachan)
- Ura Bahn (personaje secreto. Otra versión de Bahn)

### Sonic The Fighters
Personajes secretos
- Bark the Polar Bear
- Bean he Dynamite

### Virtua Cop 2
- Janet (Personaje secreto)

### Rent A Hero
- Rent A Hero (personaje secreto)

### Virtua Fighter Kids
personajes secretos
- Chibi Akira
- Chibi Sarah

### Daytona USA
- Hornet (Personaje secreto, es el coche rojo que usa el Player 1 en el Daytona USA. Pelea parado sobre sus ruedas traseras y con la carrocería de espaldas. Se va desmantelando con el correr de la lucha como las armaduras de FV)

### Originales
Personajes secretos
- Deku: Es el personaje exclusivo de este juego. Es un frijol/poroto con un gran sombrero, el cual al volarse (Deku pelea con armadura al estilo FV, al terminarse su armadura su sombrero se cae) deja ver un pájaro reposando sobre su cabeza. Su traje alternativo en vez de traer el pájaro, trae el logo de la Sega Saturn.

- Mr Meat: Es un pedazo de carne asada con guantes y zapatos, básicamente un personaje humorístico. Se obtiene tras jugar 30 veces al juego.

- Palm Tree (Palmera): Es la palmera logo de AM2, otro personaje humorístico. No posee miembros pero ataca dando golpes con su copa y con su raíz. Se obtiene jugando 3 días seguidos al juego.

- Datos: Q5447855